# SimTown
SimTown è un videogioco pubblicato dalla Maxis nel 1995, molto simile alla serie SimCity ma in scala più piccola. SimTown consente ai giocatori di costruire un paese con strade, case, edifici e parchi. Questo videogioco si rivolge prevalentemente ai bambini, ed ai tempi è stato uno dei videogiochi della serie Sim più venduti, a parte SimCity.

## Descrizione
La struttura di SimTown ricalca molto quella di simCity, ma su una scala più piccola e semplice, dove ai giocatori viene chiesto di costruire una piccola cittadina invece che una grande megalopoli come nella serie SimCity. Il gioco inizia con un pezzo di terreno piatto e vuoto, dove possono essere costruite case, uffici, ed edifici civili. Inoltre, è possibile costruire le infrastrutture come strade e piante, che, nonostante non abbiano nessun uso pratico, hanno l'utilità di abbellire e rendere più sano il proprio paese.
L'obiettivo primario in SimTown è quello di mantenere felici i cittadini, per esempio assicurandosi che siano sempre presenti acqua, alberi, fattorie e un sistema di smaltimenti dei rifiuti, che vanno ad aggiungere dei "crediti" al giocatore. L'ammontare delle risorse richieste dalla cittadina dipendono da quanto è grande il paese e da quante costruzioni sono presenti. Per esempio, gli alberi e gli appezzamenti di terreno, hanno bisogno di una certa quantità d'acqua, mentre più case e edifici ci sono, maggiore è la quantità di rifiuti prodotta, che deve essere smaltita. Se queste risorse non vengono considerate con accortezza, si corre il rischio di avere conseguenze negative che possono imbruttire la cittadina; per esempio, senza acqua si rischia di ritrovarsi con un mucchio di alberi morenti. Questo aspetto del gioco può essere comparato con il budget che in SimCity viene speso mensilmente o annualmente; è anche vero che in SimTown non esiste nessuna moneta: costruire edifici e case non costa nulla, solo le risorse esterne che vengono collocate nella città dipendono dai crediti accumulati.
Così come SimCity, SimTown richiede il numero dei residenti sia ben bilanciato a quello dei posti di lavoro, e deve essere regolato e controllato manualmente. Ciascuna famiglia è composta da due figli, due adulti e un animale; gli adulti hanno bisogno di trovare un lavoro nei posti creati dal videogiocatore, che sia commerciale o civico; ciascun posto di lavoro, inoltre, ha bisogno di un numero sufficiente di lavoratori per funzionare correttamente. Se i residenti non riescono a trovare un posto dopo un certo periodo di tempo, si nota che la loro casa inizia a diventare cadente e addirittura si può ridurre a cenere (e gli abitanti sono costretti a trasferirsi). Similmente, se un edificio commerciale o civico non ha abbastanza impiegati, può iniziare a decadere e anch'esso ridursi in cenere.
SimTown consente ai giocatori di monitorare la condizione del paese, con la possibilità di creare un residente e dargli un nome, che, attraverso un diario, è in grado di fornire un commento alla cittadina. Questa idea è molto simile alla modalità MySim di SimCity 4. Esiste anche un quotidiano che dà informazioni sulle condizioni generali della cittadina, e consente ai giocatori di ottenere premi e riconoscimenti attraverso la risoluzione di obiettivi di base; esistono anche numerosi Easter Egg inseriti all'interno del gioco.